# Dosi absorbida
La dosi absorbida és una magnitud física, que mesura la quantitat d'energia absorbida per unitat de massa a conseqüència de l'exposició d'un cos a una radiació ionitzant.
La dosi absorbida es mesura en grays (símbol Gy) al Sistema Internacional d'Unitats on 1 Gy representa 1 joule de radiació absorbida per 1 quilogram de massa (1Gy = 1 J/kg). Abans de la introducció de gray, com la unitat de mesura s'havia utilitzat rad (1 Gy = 100 rad).
La dosi absorbida és una quantitat absoluta, però no està directament relacionada amb el dany biològic causat a un òrgan o d'un  teixit orgànic. De fet, la mateixa quantitat d'energia absorbida per un organisme produeix danys diferents depenent del tipus de radiació al que ha estat exposat. 1 Gy procedent de la radiació alfa és aproximadament 20 vegades més perjudicial que 1 Gy procedent de la radiació gamma. Una magnitud física més adequada per mesurar el dany biològic i els efectes sobre un organisme o un teixit orgànic és la dosi equivalent.
Sovint és més interessant referir-se a la dosi absorbida per unitat de temps, és a dir, a la intensitat de la dosi absorbida que es mesura en Gy/s, o amb més freqüència en submúltiples d'aquesta unitat, com els μGy/s. Altres vegades, és força més útil conèixer la dosi absorbida en un determinat període (o taxa temporal d'absorció de la dosi) i, per tant, utilitzar els Gy/any (la intensitat de la dosi absorbida en un any).